# Чорна троянда — емблема печалі, червона троянда — емблема кохання
«Чорна троянда — емблема печалі, червона троянда — емблема кохання» — радянський кінофільм 1989 року, режисера Сергія Соловйова, знятий на кіностудії «Мосфільм». 

## Сюжет
Митя — п'ятнадцятирічний нащадок білоемігранта, князя Лобанова-Ртищева, який мріє стати нахімовцем. Багатий дід кличе його до Франції, але він залишається в СРСР. Одного разу він впускає до себе через вікно сусідку Олександру (Тетяна Друбич), замкнену в квартирі батьком (Олександр Збруєв). Олександра вагітна, батько дитини (Олександр Абдулов) не в змозі знайти вихід із ситуації і взяти на себе відповідальність. Після смерті діда Митя отримує великий спадок і стає мільйонером. Він виручає всіх, взявши на себе батьківство дитини і зробивши Олександрі пропозицію.

## У ролях
- Тетяна Друбич —  Олександра
- Олександр Абдулов —  Володимир, батько дитини
- Михайло Розанов —  Дмитро Лобанов (Митя)
- Олександр Баширов —  Анатолій Феоктистович Гнилюга, сусід
- Ілля Іванов —  Микола Плевакін (дядько Кока)
- Олександр Збруєв —  Ілля, батько Олександри
- Людмила Савельєва —  мати Олександри
- Михайло Данилов —  тесть Володимира
- Ассам Куйятте —  прогресивний негр
- Юрій Шумило —  генерал Брежнєв, культурист-ніндзя
- Георгій Саакян —  Сталін
- Сергій Макаров —  пацієнт лікарні
- Борис Гребенщиков —  камео (капітан «Корабля виродків»)
- Сергій Соловйов —  камео

## Знімальна група
- Автор сценарію та режисер-постановник:  Сергій Соловйов
- Оператор-постановник:  Юрій Клименко
- Художник-постановник:  Марксен Гаухман-Свердлов
- Художник по костюмах:  Наталія Дзюбенко
- Автор пісень:  Борис Гребенщиков
- Композитор: Андрій Романов
- Виконання пісень:  гурт «Аквариум»
- Звукооператор:  Валерій Рейзес
- Запис музики:  Володимир Венгеровський